# فرانس كسافر فون فولفن
فرانس كسافر فون فولفن (بالألمانية: Franz Xaver von Wulfen) هو عالم نمساوي عاش بين سنتي 1728 و1805؛ وكان متعدد الاختصاصات، إذ لديه إسهامات في علم النبات وعلم الحيوان وعلم المعادن. ينسب إليه اكتشاف عدد من الأنواع النباتية مثل (الاسم العلمي: Wulfenia carinthiaca).
أطلق العالم فلهيلم فون هايدنغر في سنة 1845 على معدن من موليبدات الرصاص اسم الفولفينيت على شرف فون فولفن.